# Будинок на вулиці Галицькій, 5 (Львів)
Будинок за адресою вулиця Галицька, 5 у Львові — багатоквартирний житловий чотириповерховий будинок з магазинним приміщенням на першому поверсі. У 1988 року кам'яниця включена до місцевого реєстру пам'яток під охоронним № 873.Будинок розташований у південній забудові приринкового кварталу, обмеженого вулицями Галицькою, Староєврейською і Сербською.

## Історія
На місці сучасної кам'яниці, вже у XVI столітті був будинок, який в народі носив назву «Башта», справжня назва була кам'яниця Ленартівського. відомо, що її власникам був Еразм Сикст, який у 1568 році здав його частину в оренду Бартоломею Шомбеку. Пізніше власником будинку був Кісьолка, тому у XVII — XVIII столітті будинок іменували Кісьолківським. У 1780-х тут мешкав діяльний член Ставропігійського інституту Іван Бачинський. В ті роки будинок був в аварійному стані, і був проданий вірменину Андрію Андзуловському, який у 1787 році розібрав стару будівлю та звів нову. У 26 серпня 1789 Андзуловський порадував будинок своїй дружині Евфрозині з дому Аракелович. Після її смерті 1824 року будинок перейшов у власність до Станіслава Червінського. У 1900-х на першому поверсі будинку була аптека доктора Яна Людвіка Вевюрського «Під золотим орлом».
В цей час у будинку проживали:
- Ян Людвік Вевюрський — власник аптеки;
- Ігнатій Вевюрський — інженер;
- Януш Вевюрський — студент Політехніки;
- Феліціян Хщонщинський — банківський касир.

За проектом архітектора Броніслава Віктора у 1927 року проведено реконструкцію першого поверху.

## Архітектура
Чотириповерховий цегляний будинок, тинькований, зведений у стилі ар деко. Головний фасад в сухих лаконічних формах, на першому поверсі велике вітринне вікно з заокругленими кутами, та вхідна брама яка зміщена вправо. Вікна будинку у простих лінійних обрамуваннях, між якими вертикальні лізени. Між четвертим та третім поверхом профільна тяга. Над вікнами четвертого поверху малі прямокутні горищні вікна. Завершений будинок профільним карнизом із наріжною кам'яною вазою з правого боку.